# Борково (Підляське воєводство)
Борково (пол. Borkowo) — село в Польщі, у гміні Кольно Кольненського повіту Підляського воєводства.
Населення — 759 осіб (2011).
У 1975-1998 роках село належало до Ломжинського воєводства.

## Демографія
Демографічна структура станом на 31 березня 2011 року:
|          | Загалом | Допрацездатний вік | Працездатний вік | Постпрацездатний вік |
| -------- | ------- | ------------------ | ---------------- | -------------------- |
| Чоловіки | 371     | 78                 | 251              | 42                   |
| Жінки    | 388     | 86                 | 213              | 89                   |
| Разом    | 759     | 164                | 464              | 131                  |